# Josef Rufer
Josef Leopold Rufer (* 18. Dezember 1893 in Wien; † 7. November 1985 in Berlin) war ein deutscher Musikwissenschaftler, -lehrer, -herausgeber und Publizist.

## Leben
Rufer studierte ab 1919 bei Arnold Schönberg, Alexander von Zemlinsky und Alban Berg. Von 1925 bis 1933 war er Assistent von Arnold Schönberg an der Berliner Akademie der Künste. Außerdem unterrichtete er Musiktheorie und wirkte als Musikkritiker. Seit 1956 war er Dozent für Zwölftontechnik an der Hochschule der Künste Berlin und hielt Vorlesungen bei den Darmstädter Ferienkursen für Neue Musik. Er katalogisierte den Nachlass Schönbergs und leitete die Gesamtausgabe seiner Werke.
Rufer ist der führende Musiktheoretiker des Schönbergschen Schülerkreises. Sein Zwölftonbuch beruht auf detaillierten mündlichen und schriftlichen Äußerungen Schönbergs in einem jahrelangen Briefwechsel sowie auf Analysen der Schönbergschen Werke. In einem Anhang enthält es Beiträge zur Zwölftontechnik von Boris Blacher, Luigi Dallapiccola, Wolfgang Fortner, Roberto Gerhard, Hans Werner Henze, Richard Hoffmann, Hanns Jelinek, Rolf Liebermann, Humphrey Searle, Mátyás Seiber, Rudolf Wagner-Régeny und Winfried Zillig. Rufer vertritt und dokumentiert die Auffassung Schönbergs und seiner Schüler Berg und Webern, dass Atonalität und Zwölftontechnik konsequente Fortsetzung der klassischen Tradition sind („Ergebnis einer organischen Entwicklung“). Das Buch über das Werk Schönbergs ist das Ergebnis einer Sichtung und Katalogisierung des Schönbergschen Nachlasses, die Rufer 1957 in Los Angeles im Auftrag der Westberliner Akademie der Künste unternommen hat. Es ist die grundlegende Arbeit für alle künftige Schönbergforschung. Rufer fand in Los Angeles eine Anzahl unbekannter Schönbergscher Werke, wie die drei „Kleinen Stücke für Kammerorchester“, 1910 (Nr. 3 unvollendet). 1961 wurde er im Auftrag von Frau Gertrud Schönberg und dem Verlag Schotts Söhne mit der Leitung der geplanten Gesamtausgabe betraut.

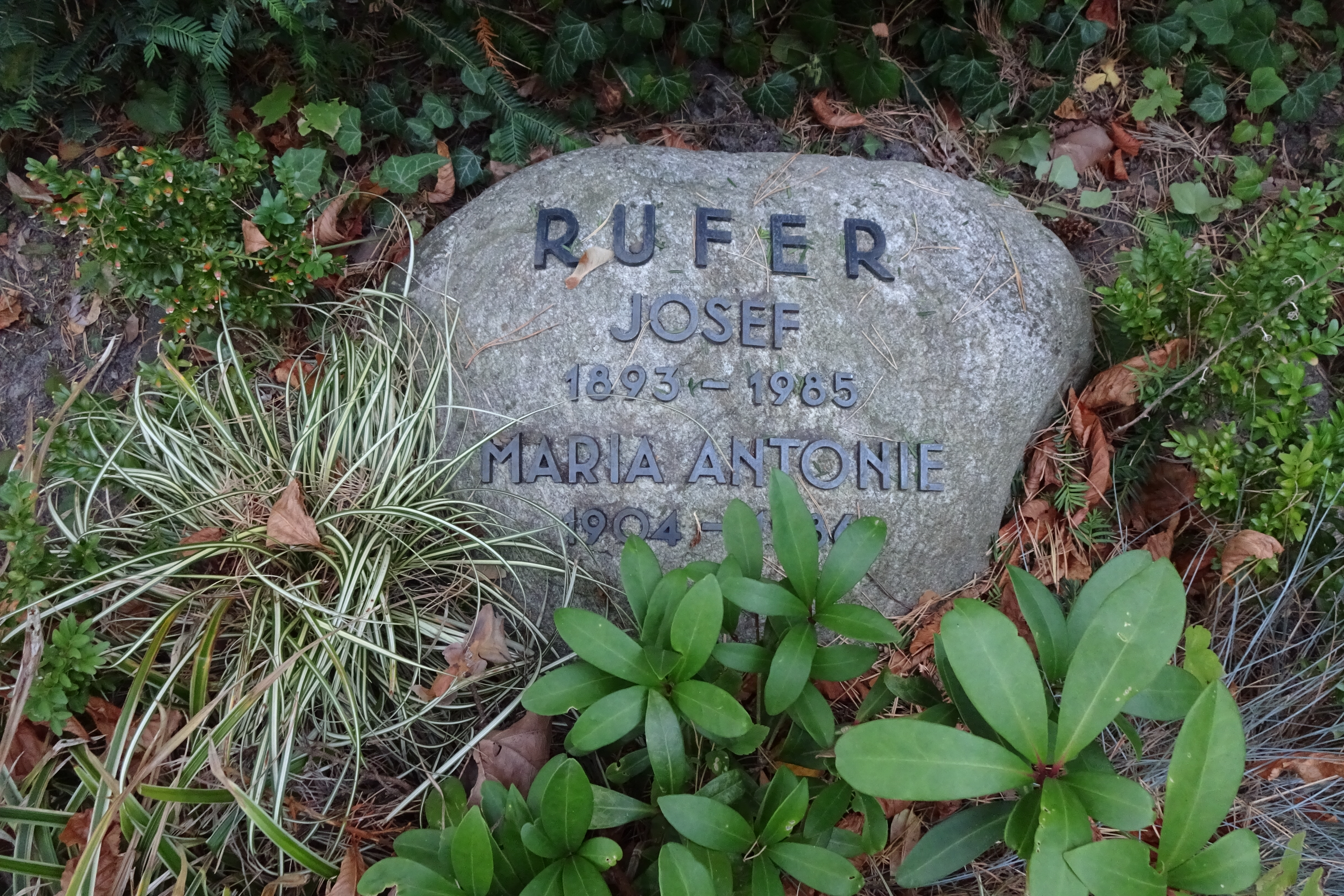
Grabstätte

Er ist auf dem Evangelischen Kirchhof Nikolassee bestattet.

## Schüler
Josef Rufer war u. a. Lehrer von Giselher Klebe, Bernhard Krol, Isang Yun, Hans Eugen Frischknecht, Roland Kayn und Hans Werner Henze.

## Schriften (Auswahl)
- Die Komposition mit zwölf Tönen, Berlin: Hesse, 1952.
- Musiker über Musik, Darmstadt: Stichnote, 1956.
- Das Werk Arnold Schönbergs, Kassel: Bärenreiter, 1959.
- Bekenntnisse und Erkenntnisse. Komponisten über ihr Werk, Frankfurt am Main u. a.: Propyläen, 1979 (ISBN 3-442-33055-6).